# Leptura kerniana
Leptura kerniana es una especie de escarabajo longicornio del género Leptura, categorizada en la tribu Lepturini, de la subfamilia Lepturinae. Fue descrita por Fall en 1907.

## Descripción
Mide 10-17 mm de longitud.

## Distribución
Se distribuye por Estados Unidos.